# Amerykanin w Paryżu (poemat symfoniczny)
Amerykanin w Paryżu – poemat symfoniczny George’a Gershwina skomponowany w 1928 roku.
Powstał w Wiedniu, podczas tournée Gershwina po Europie. Premiera utworu odbyła się tego samego roku w Nowym Jorku. 
Kompozycja zawiera cechy typowe dla muzyki francuskiej, z jej lekkością i elegancją. Taneczny charakter utworu splata się z nostalgią, która nawiązuje do treści programowych dzieła - Amerykanina przebywającego poza Ameryką. Opis tego wątku dołączył Deems Taylor: Któregoś poranka w maju lub w czerwcu pewien Amerykanin zwiedzał Paryż...
Gershwin użył odgłosów ulicy, autentycznego dźwięku klaksonów samochodowych. 
Kompozycja była inspiracją dla powstałego w 1951 roku filmu pod tym samym tytułem.